# Lehrbeanstandungsverfahren
Ein Lehrbeanstandungsverfahren oder Lehrverfahren, auch als Lehrzuchtverfahren bekannt, ist in den evangelisch-lutherischen Kirchen Deutschlands ein geordnetes Verfahren gegen ordinierte Geistliche, welches den Entzug der Vokation nach sich ziehen kann. In der römisch-katholischen Kirche kann nach einem Lehrbeanstandungsverfahren gegen Religionslehrer, die sowohl Laien als auch Kleriker sein können, die „Missio canonica“ entzogen werden.

## Kirchenhistorische Betrachtung
Die ersten Lehrzuchtverfahren im entstandenen Christentum sind aus dem 2./3. Jahrhundert bekannt, damals wurde gegen den als Ketzer bezeichneten Theologen Marcion ein Verfahren eingeleitet, welches schließlich zu seiner Exkommunikation führte. Im altkirchlichen Verfahren waren drei Stufen festgelegt:
1. Glaubensdisput mit dem Angeklagten vor einem theologischen Fachgremium,
2. Begründung der Verurteilung und Exkommunikation durch den Ortsbischof (siehe Fall Noet) und schließlich
3. Bekanntgabe der Exkommunikation durch eine gesamtkirchliche Instanz (siehe Fall Paul von Samosata).

Die Lehrhoheit oblag im 3./4. Jahrhundert den Ortsbischöfen und wurde im 4./5. Jahrhundert in außerordentlichen Fällen an die Synoden bzw. Konzile übertragen. So wurde auf dem Konzil von Sens (1141) ein Lehrzuchtverfahren gegen die Lehrsätze und Bücher des Petrus Abaelardus eingeleitet. In einigen Fällen wurde zu den kirchlichen Instanzen der Reichskirchen die staatliche Gerichtsbarkeit hinzugezogen. Mit dem konfessionellen Landeskirchentum und der Übertragung des „Jus reformandi“ auf die Territorialfürsten (Augsburger Religionsfriede 1555) änderte sich auch für den Protestantismus in Deutschland die Situation.
Mit dem Index verbotener Bücher des Konzils von Trient (1554–1563) wurden in Bezug auf die Lehrzuchtverfahren neue Maßstäbe gesetzt. Da in der römisch-katholischen Kirche die Synode, Konzile und die Kurie die alleinigen Gerichtsherren waren, waren die Urteile vorhersehbar, sie führten regelmäßig zur Verdammung oder dem Widerruf des Angeklagten (siehe Abendmahlstreit).
Während die Beanstandungen und Verurteilungen eines Theologen meist undurchsichtig waren, hat die Kongregation für die Glaubenslehre im Zuge des 2. Vatikanischen Konzils eine „Neue Verfahrensordnung zur Prüfung von Lehrfragen“ erstellt. 1973 setzte die Deutsche Bischofskonferenz ein, für alle deutschen Bistümer gültiges, Lehrbeanstandungsverfahren in Kraft und die Vereinigten Evangelisch-Lutherische Kirche Deutschlands (VELKD) verabschiedete 1983 ein Kirchengesetz über das Verfahren bei Lehrveranstaltungen.

## Evangelisch-lutherische Kirchen
Sollte ein evangelisch-lutherischer Theologe zur persönlichen Überzeugung gelangen, zentrale Aussagen der Bibel und der Bekenntnisse nicht (mehr) zu teilen; oder kann er den Aussagen nach seinem freien Gewissen nicht folgen, so stehen ihm zwei Möglichkeiten offen: Er kann entgegen seinem Glauben predigen und lehren – oder seinem Gewissen folgen und offen etwas anderes bekennen und verkünden. Jenseits dieser Alternative kann er versuchen, den Glauben auf eine Weise zu formulieren, die er selbst (noch) für orthodox hält, die aber nach dem Urteil anderer die Grenzen legitimer Meinungsvielfalt überschreitet. In solchen Fällen kann es zu einem Lehrbeanstandungsverfahren (früher: Lehr(zucht)verfahren) kommen.
Im Kirchengesetz über das Verfahren bei Lehrbeanstandungen in der Fassung vom 3. Januar 1983 heißt es hierzu

„(1) Ein Verfahren bei Lehrbeanstandungen (Lehrverfahren) findet statt, wenn nachweisbar Tatsachen für die Annahme vorliegen, dass ein ordinierter Geistlicher oder ein sonstiger Inhaber eines kirchlichen Amtes oder Auftrags öffentlich durch Wort oder Schrift in der Darbietung der christlichen Lehre oder in seinem gottesdienstlichen Handeln in entscheidenden Punkten in Widerspruch zum Bekenntnis der evangelisch-lutherischen Kirche tritt und daran beharrlich festhält, und wenn vorausgegangene seelsorgerische Bemühungen nicht zu einer Behebung der Anstöße geführt haben.“

### Das Verfahren
Das Lehrverfahren ist nach der Lehrordnung der Vereinigten Evangelisch-Lutherische Kirche Deutschlands (VELKD) ein Verfahren gegen einen evangelischen Geistlichen und wird auf Grund der oben genannten Bestimmungen des Kirchengesetzes eingeleitet. Es ist nicht mit einem Disziplinarverfahren vergleichbar. Für die Union Evangelischer Kirchen (UEK) unterliegt das Lehrbeanstandungsverfahren der gemeinsamen Regel der VELKD.

#### Lehrgespräch
Der oder die ordinierten Geistlichen können in diesem Verfahren ihre Argumente schriftlich einreichen und auf Beschluss der Kirchenleitung, im Einvernehmen mit der Bischofskonferenz der VELKD, in einem Lehrgespräch verteidigen. Das nicht öffentliche Lehrgespräch dient der Klärung des Sachverhaltes und dem Versuch, den Betroffenen zu einer orthodoxen theologischen Einsicht zu führen. Hiernach beschließt die Kirchenleitung im Einvernehmen mit der Bischofskonferenz die Einstellung oder die Einleitung eines Feststellungsverfahrens. Mit dem Beschluss, ein Feststellungsverfahren zu eröffnen, können die ersten Sanktionen gegen den Betroffenen ausgesprochen werden; diese sind in der Regel die Beurlaubung, die Amtsenthebung oder die Gehaltskürzung.

#### Feststellungsverfahren
Das Feststellungsverfahren wird von einem einberufenen Spruchkollegium der VELKD durchgeführt. In diesem öffentlichen Verfahren kann sich der Betroffene mündlich oder schriftlich zum Sachverhalt äußern, er hat das Recht zur Akteneinsicht und kann sich einen theologischen Beistand nehmen. Kommt das Spruchkollegium zu dem Schluss, ein Lehrverbot auszusprechen, so verliert der Beschuldigte „alle ihm aus der Ordination und aus seinem kirchlichen Amt oder Auftrag zustehenden Rechte“ (siehe o. g. Kirchenrecht § 19 (1)). Die Entscheidung ist unanfechtbar. Zusätzlich erfolgt die Aberkennung zum Recht des Taufens und der Austeilung des Abendmahls. Letztlich wird ihm das Tragen des Talars verboten und er wird vom Dienst in der Kirche ausgeschossen.

## Römisch-katholische Kirche
In der Ordnung für die Verleihung, die Rückgabe und den Entzug der Missio canonica für Lehrkräfte des Faches Katholische Religionslehre (Missio-Ordnung), die in allen katholischen Bistümern Deutschlands einheitlich ist und von der Deutschen Bischofskonferenz approbiert wurde, heißt es:

„Im Antrag auf Verleihung der Missio canonica ist das Versprechen abzugeben, den Religionsunterricht in Übereinstimmung mit der Lehre der Kirche zu erteilen und in persönlichen Lebensführung die Grundsätze der Lehre der katholischen Kirche zu beachten… Wer die Voraussetzungen zur Erteilung von katholischen Religionsunterricht nach dieser Ordnung nicht mehr erfüllt…oder wenn Gründe vorliegen eine verliehene Missio canonica zu entziehen wird gegen den Betroffenen ein Verfahren eingeleitet.“

### Das Verfahren
Für die Verfahrenseinleitung und -führung wird in jedem Bistum vom Diözesanbischof eine Missio-Kommission eingerichtet, sie verhandelt nicht öffentlich, Zeugen, Vertrauenspersonen und Sachverständige sind zugelassen. Zunächst wird der Betroffene vom zuständigen Ortsbischof über die Verfahrenseinleitung unterrichtet und zu einer Stellungnahme aufgefordert. Aus schwerwiegenden Gründen kann auch die Erlaubnis während des Verfahrens vorläufig entzogen werden, diese ist unanfechtbar. Sollten die möglichen Gründe eines Entzuges der Lehrerlaubnis weiterhin bestehen, hat der Beklagte das Recht die Missio-Kommission anzurufen. Der Ordinarius hat die Missio-Kommission zu informieren.

#### Entzug
Die Missio-Kommission prüft die Sachverhalte und teilt dem Bischof das Ergebnis und eine Empfehlung mit. Der Ordinarius entscheidet daraufhin und teilt dem Betroffenen schriftlich seinen begründeten Beschluss mit. Der Betroffene hat eine zehntägige Ablehnungsfrist, bei Ablehnung des Widerspruchs kann innerhalb von fünfzehn Tagen eine Beschwerde bei der zuständigen Kongregation eingelegt werden (vgl. cann. 1732–1739 CIC). Sollte dem Betroffenen die Lehrerlaubnis entzogen werden, sind mit Abschluss des Entzugsverfahrens die staatlichen Stellen zu unterrichten.